# Żywoty arcybiskupów gnieźnieńskich
Żywoty arcybiskupów gnieźnieńskich (łac. Vitae archiepiscoporum Gnesnensium) – utwór Klemensa Janickiego w języku łacińskim napisany w latach 1536-1537, wydany po raz pierwszy w 1574.

## Historia
Żywoty powstały, gdy Janicki, po studiach w Akademii Lubrańskiego w Poznaniu, znalazł się w otoczeniu biskupa Andrzeja Krzyckiego. Utwór przedstawia w formie epigramatów sylwetki biskupów gnieźnieńskich. Teksty opisują faktyczne i domniemane zasługi biskupów. Jednak w utworach zawarta jest też w lekka krytyka nadużyć w Kościele oraz motywy żartobliwe. Oprócz informacji o samych biskupach utwory przekazują też wiedzę o historii Polski.
W 1860 roku dzieło zostało przetłumaczone z łaciny przez Michała Bohusza Szyszko i opublikowane po polsku w Wilnie w 5 tomach pod tytułem Żywoty arcybiskupów gnieźnieńskich, prymasów Korony Polskiéj i Wielkiego Księstwa Litewskiego.